# Massakern i Batavia 1740

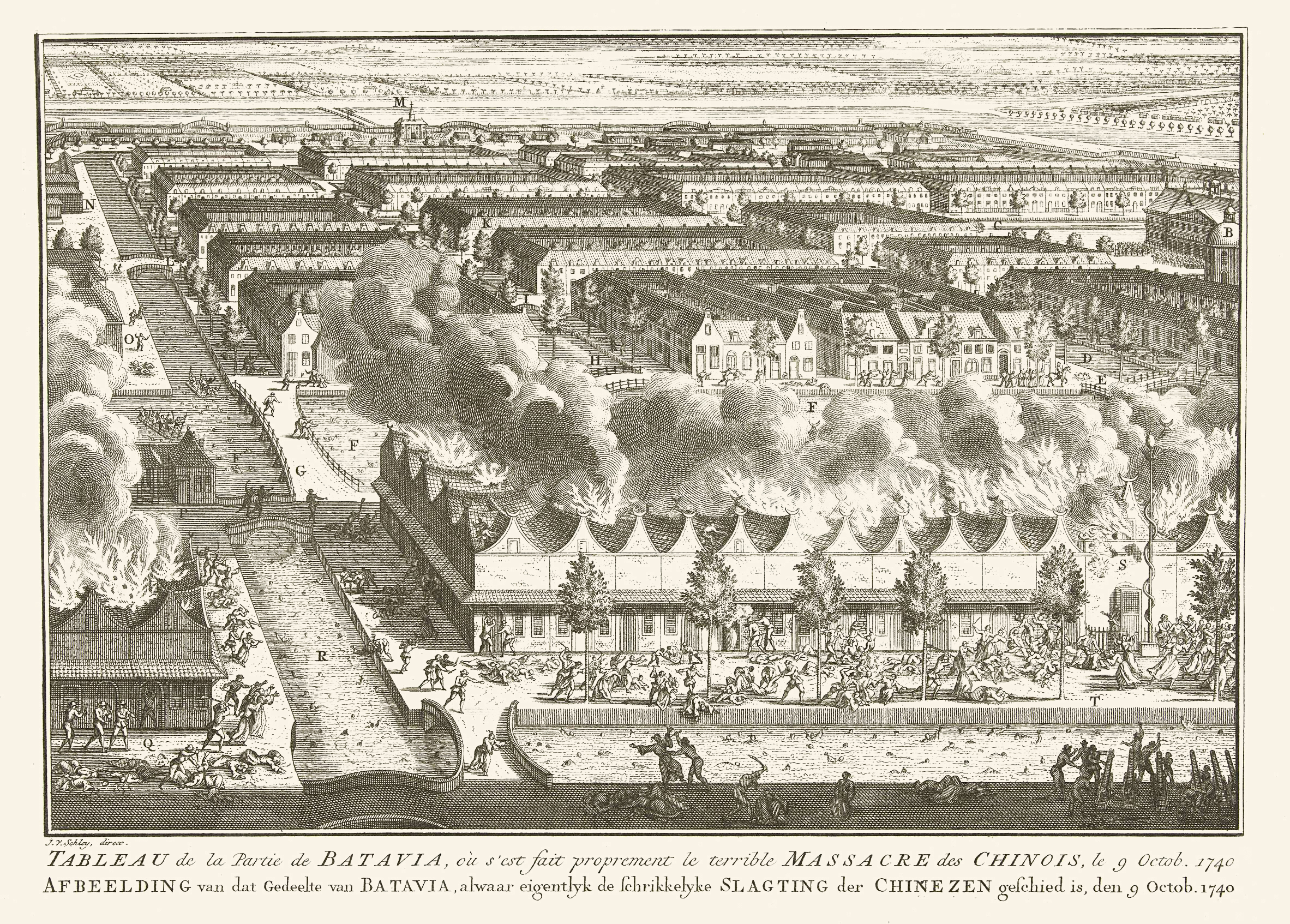
Massakern i Batavia 1740.

Massakern i Batavia 1740 (nederländska: Chinezenmoord, "Kinesmorden"), var en pogrom som utfördes på den kinesiska befolkningen i Batavia på Java i Nederländska Ostindien mellan 9 oktober och 22 oktober 1740. Ytterligare oroligheter varade i området runtomkring staden in i november månad. Historiker uppskattar att åtminstone 10 000 etniska kineser mördades under massakern, med endast mellan 600 och 3 000 överlevande. 
I september 1740 rådde missnöje bland Batavias kinesiska befolkning på grund av höjda sockerpriser och förtryck från den holländska kolonialregeringen under generalguvernör Adriaan Valckenier. Guvernören varnade om att varje uppror skulle bemötas med dödligt våld. Den 7 oktober utbröt en resning då hundratals kineser, varav många var sockerarbetare, dödade 50 holländska soldater, vilket ledde till att den kinesiska befolkningen fick sina vapen konfiskerade och belades med utegångsförbud. Den 9 oktober spreds rykten om kinesiska övergrepp, varpå andra folkgrupper började attackera och bränna ned kinesiska hus. Våldet spred sig snabbt över staden och även soldater började skjuta med kanoner mot kinesernas kvarter. Guvernören gav order om ett stopp på alla våldshandlingar den 11 oktober, men det var inte förrän den 22 som myndigheterna lyckades få stopp på de gäng som jagade kineser i staden. Utanför staden fortsatte strider mellan kinesiska sockerarbetare och holländska soldater ytterligare några veckor fram till att armén lyckades utplåna kinesernas främst stödpunkter i sockerkvarnarna runt staden. 
Följande år ledde attacker på kineser runt Java till utbrottet av det Javanesiska kriget (1741-1743), då kineser i allians med javaneser stred mot holländska styrkor. 
Massakern har länge spelat en framträdande roll i holländsk litteratur. 